# Relaciones Perú-Rumanía
Relaciones Perú–Rumania se refiere a las relaciones bilaterales entre Perú y Rumania. Ambos países son miembros de las Naciones Unidas.

## Historia
Ambos países establecieron relaciones formales el 10 de octubre de 1939. Perú rompió sus relaciones con el Reino de Rumania como resultado de la Segunda Guerra Mundial, pero las restableció a nivel de embajada con la República Socialista de Rumania el 9 de noviembre de 1968, después del golpe de Estado peruano de 1968 y el establecimiento del Gobierno Revolucionario de Juan Velasco Alvarado.  Bajo el mandato de Velasco Alvarado, Perú buscó relaciones más estrechas con Rumania y el resto del bloque soviético.
El encargado de negocios de la embajada de Rumania en Lima fue uno de los rehenes iniciales de la crisis de rehenes de la embajada japonesa en 1996.
Perú tiene una embajada en Bucarest. Cerró en 1991, pero reabrió sus puertas el 4 de agosto de 1994. El embajador en Rumania estuvo acreditado en Serbia hasta 2018.
En 2013, el presidente rumano Traian Băsescu realizó una visita oficial a Perú, donde se reunió con el presidente peruano Ollanta Humala.

## Visitas de alto nivel
- Presidente Nicolae Ceaușescu y Primera Dama Elena Ceaușescu (1973)
- Presidente Traian Basescu (2013)
- Ministro de Asuntos Exteriores Titus Corlățean (2014)[11]

## Comercio
Una cámara de comercio peruano-rumana promueve el comercio entre ambos países. En 2021, las exportaciones peruanas a Rumania fueron valoradas en US$ 14,8 millones, mientras que las exportaciones rumanas fueron valoradas en US$ 20,1 millones.

## Diáspora
En el Perú vive una comunidad de rumanos calificada de "considerablemente numerosa". Durante los años 1970 y 1980, un gran número de peruanos estudiaron en el extranjero en Rumania gracias a las becas otorgadas por el gobierno socialista.

## Misiones diplomáticas residentes
- Perú tiene una embajada en Bucharest.[16]
- Rumanía tiene una embajada en Lima.